# اللغة الرتولية

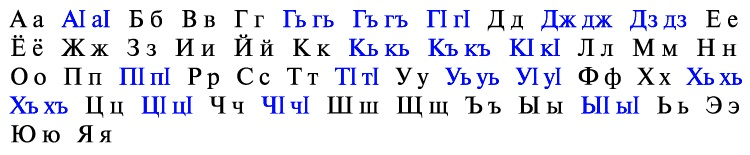
الأبجدية الرتولية

اللغة التْسَاخُورِيَّة (МыхӀабишды чӀал) (بالروسية: Рутульский язык) - إحدى اللغات الرسمية في جمهورية داغستان ويتحدث بها شعب رتول وهي منتشرة في منطقة رُتُول الداغستانية وبعض مناطق أذربيجان.